# Моизм
Мои́зм (кит. трад. 墨家, пиньинь mòjiā, палл. мо цзя) — древнекитайская философская школа V—III веков до н. э., которая разрабатывала программу усовершенствования общества через знание; Основатель — Мо-цзы, по-видимому, происходящий из ремесленников, был прославлен как военный деятель и дипломат, стремившийся умиротворить Поднебесную. Мо-цзы считал конфуцианские обряды и церемонии бессмысленной растратой средств и призывал к личной покорности воле небес. Если Конфуций проводил различие между любовью к семье и родителям и любовью к иным ближним, Мо-цзы призывал одинаково любить всех без различия. Образцом верности принципу всеобщей любви моисты считали великого Юя — легендарного правителя древности, который усмирил Всемирный потоп. Моисты создали организацию, спаянную жёсткой дисциплиной, которая оказывала помощь княжествам, подвергшимся нападению соседей. Главной целью моистов было установление мира во всей Поднебесной и удовлетворение минимальных материальных потребностей максимального числа людей, а также выдвижение на государственные должности людей по способностям и заслугам, а не по происхождению и знатности.
После смерти Мо-цзы его организация распалась на три течения, обобщённо называемые поздним моизмом. С развёрнутой критикой моизма выступил конфуцианец Мэн-цзы. В эпоху Чжаньго моизм составлял серьёзную конкуренцию конфуцианству в качестве господствующей идеологии Китая. Однако после объединения Китая при династии Цинь он практически исчез из политической и философской практики Китая, основополагающие тексты оказались включены в канон даосизма. Вновь интерес к моизму проявился в конце XIX века, Сунь Ижан выпустил наиболее авторитетную редакцию трактата «Мо-цзы» (1894, второе дополненное издание 1907). Глубокий интерес к философской школе проявляли Бертольт Брехт и Альберт Швейцер, поскольку уже в 1922 году был выполнен частичный перевод трактата на немецкий язык. Серьёзные исследования философии моизма были опубликованы во второй половине XX века; наиболее существенный вклад в современное понимание моизма был сделан Ангусом Чарльзом Грэмом. Полный перевод «Мо-цзы» на английский язык был опубликован в 2010 году.

## История

### Основатель учения
Древнекитайская литература почти не сохранила сведений об исторической фигуре Мо-цзы, собственное имя которого — Ди. В «Ши-цзи» Сыма Цяня ему посвящён абзац в 24 иероглифа. Определить даты его жизни и деятельности крайне затруднительно. Сунь Ижан (孫詒讓, 1848—1908) предлагал даты 468—376 гг. до н. э.; Лян Цичао — 468—390 гг. до н. э.; Хоу Вайлу — 490—403 гг. до н. э.; и т. д. В «Мо-цзы» упоминается чуский Хуэй-ван (правил в 488—432 годах до н. э.), который отказался принять Мо Ди из-за его низкого социального положения. Неизвестно также, что означает имя «Мо» (в переводе «тушь»), поскольку оно не использовалось в качестве фамильного. Выдвигалась версия, что это намёк на его низкое происхождение; по наиболее крайней версии, Мо Ди был рабом, подвергшимся клеймению. Чаще всего в литературе встречается версия о его происхождении из ремесленников; скорее всего, он был плотником.
Неизвестно и место рождения Мо-цзы; наиболее часто передавались версии о его рождении в царстве Лу (родина Конфуция) или в соседнем царстве Сун. В одном из трактатов ханьской эпохи утверждалось, что он был чрезвычайно образованным человеком, поскольку посещал школу учеников Конфуция. Собственно канон «Мо-цзы» почти не сообщает сведений об основателе учения, однако по приведённым цитатам можно понять круг образования Мо Ди: он хорошо знал все тексты Шестиканония, причём некоторые цитируемые им пассажи не сохранились в современных версиях конфуцианского канона. В трактате «Хуайнань-цзы» также сообщается, что Мо Ди изучал конфуцианство и преуспел в шести искусствах. Тем не менее, он отверг конфуцианскую доктрину и странствовал по Китаю, пытаясь убедить правителей отказаться от агрессивных войн. При этом он прославился как искусный фортификатор и дипломат. В трактате «Мо-цзы» сохранился сюжет, как Мо Ди убедил правителя царства Чу не нападать на княжество Сун. Мо-цзы создал военизированную организацию — секту своих учеников, для которых он был «учителем учителей Мо» (Цзы Мо-цзы). Моисты практиковали дипломатию и военное дело, оказывали помощь малым княжествам, подвергшихся нападению. В общем, о жизни Мо-цзы не сохранилось никаких документальных свидетельств.

### Организация моистов
В синологической историографии сложилось представление, что в доциньской интеллектуальной жизни Китая доминировали две противостоящие школы — конфуцианцев и моистов. Однако и в этом случае свидетельства о школе последователей Мо-цзы единичны. Пространный пассаж приведён в главе XXIII канона «Чжуан-цзы»:

Последователи Мо-цзы в последующих поколениях стали одеваться в одежды из шкур, носить деревянные туфли и травяные сандалии. Ни днём, ни ночью не знали они покоя и считали самоистязание высшим достижением. Они говорили: «Если ты неспособен быть таким старательным, ты не идешь путем Юя и недостоин зваться последователем Мо-цзы».
Ученики Сянли Циня, последователи У Хоу и моисты юга Ку Хо, Цзи Цинь, Дэнлин-цзы и иже с ними признавали «Моистский канон», но расходились во взглядах и называли друг друга отступниками, спорили между собой о «твёрдости» и «белизне», о «подобии» и «различии» и отвечали друг другу суждениями, которые невозможно примирить. Они считали своих старших истинными мудрецами, а те хотели иметь звание законного вождя и преемников в позднейших поколениях. До сих пор этот спор не разрешён.

Идеи Мо Ди и Цинь Гули были правильными, а вот осуществляли они их неправильно. А потому моистам позднейших времен пришлось мучить себя так упорно, что стёрлись волосы на их икрах и сошел пушок с их голеней. Смятения от них получилось много, а порядка от них прибавилось мало. И все же Мо-цзы был воистину лучший муж во всей Поднебесной, никто не смог бы с ним сравниться. Он хоть и высох весь, а от убеждений своих не отказался. Это был истинный талант!— Пер. В. В. Малявина
В трактате «Хань Фэй-цзы» (50-я глава) утверждалось, что конфуцианцы разделились на восемь группировок, а моисты — на три и задавался риторический вопрос, о том, что если бы удалось вернуть к жизни основателей учения — какой бы они выбрали вариант своих последователей? Чрезвычайно сложным является вопрос, какие именно части канона «Мо-цзы» выражают учение своего основателя. На эти вопросы давались несхожие ответы основоположниками изучения моизма:
1. Каноническими являются только «диалектические» главы (40—45) — Сунь Ижан;
2. Каноническими являются только две «диалектические» главы (40 и 42) — Лян Цичао;
3. Каноническими являются только доктринальные главы (8—38) — Ху Ши.

К каким именно направлениям могут быть отнесены персоны, перечисленные у Чжуан-цзы, остаётся неизвестным. Делались попытки отождествить с моистами и других мыслителей Древнего Китая, например, И Чжи, упоминаемого у Мэн-цзы.

### Падение моизма
Социальная среда, в которой существовал моизм, также остаётся неопределённой. Ангус Грэм считал, что последователями Мо-цзы были купцы, ремесленники и деклассированные феодалы-ши, — то есть низовые слои городского населения в условиях разложения феодальной чжоуской системы, однако сам же признавал, что надёжных свидетельств об этом не существует. По мнению Иана Джонсона, моистское движение просуществовало не менее столетия после кончины Мо Ди и, по-видимому, окончательно прекратилось в эпоху Западная Хань. Тот же Грэм считал, что после объединения Китая Цинь Ши-хуанди моисты утратили статус технических специалистов (главным образом, по вопросам обороны) и соответствующее политическое влияние.
Тем не менее, Крис Фрезер приписывал моистам существенные интеллектуальные инновации, повлиявшие на развитие всей древнекитайской культуры и общественной мысли. Он утверждал, что именно моисты создали первые этические и политические теории в Китае и способствовали формированию историографии. Моизм стал важнейшим стимулом для Мэн-цзы, Сюнь-цзы, раннего даосизма и легизма. В главе 58 «Хань шу» Гуньсун Хун разъяснял конфуцианскую гуманность в моистской терминологии, то есть основные этические доктрины были абсорбированы конфуцианством, приобретавшим статус официальной имперской идеологии. Однако на фоне ханьских школ Инь-Ян, конфуцианства и даосизма аскетическая мораль моистов и отвержение ими музыки и ритуалов были мало привлекательны для социальной элиты, а тексты по философии языка, метафизике и логике были непонятны и сохранились чудом. Пропагандируемый моистами образ жизни противоречил представлениям большинства населения о благоустроенности и успехе; поскольку их идеология восходила к ценностям эпохи Чжаньго, в эпоху империи моизм стал неактуальным и быстро устарел.

## Трактат «Мо-цзы»

### Структура
Корпус моистских текстов образует трактат «Мо-цзы». Он включает 71 главу-пянь, которые традиционно делятся на 15 цзюаней. Фрезер отмечал, что существующий текст «Мо-цзы» не является цельным ни по композиции, ни по времени составления. Авторы его анонимны, неизвестно ни их число, ни время работы. По-видимому, время составления свода моистского канона относится к промежутку V—III веков до н. э., а несколько фрагментов в главах об обороне крепостей, возможно, были добавлены ещё позднее. В каталоге императорской библиотеки, помещённом в «Хань шу», упоминается «Мо-цзы», включающий 71 главу-пянь, как и ныне существующий текст; однако в комментарии Гао Ю к «Люйши чуньцю» (начала III века н. э.) упоминаются 72 главы. Сунь Ижан истолковал это как добавление оглавления. В последующие века текст при передаче делился на 15 или 16 цзюаней. В эпоху Северных и Южных династий некоторый интерес к тексту «Мо-цзы» ещё сохранялся: комментарий Лу Шэна к «диалектическим» главам был включён в «Цзинь шу», составленную около 300 года. В некоторых источниках упоминается комментарий Юэ Тая к краткой версии «Мо-цзы» в трёх цзюанях (не сохранившейся до наших дней), составленный до воцарения династии Тан. Традиционно считается, что до правления династии Сун было утрачено 18 глав.
В современной синологии структура текста «Мо-цзы» классифицируется следующим образом (перевод названий глав М. Л. Титаренко) :
| Цзюани | Номера глав                            | Содержание |
| ------ | -------------------------------------- | --- |
| 1      | 1—7                                    | Вводные главы: «Цинь ши» («Приближение служилых»), «Сю шэнь» («О самовоспитании»), «Со жань» («Влияние примера»), «Шан сянь» («Почитание мудрости»), «Шан тун» («Почитание единства»), «Цзянь ай» («Всеобщая любовь»), «Фэй гун» («Против нападений»). Приписаны самому Мо Ди, но, по-видимому, являются позднейшими добавлениями. |
| 2—9    | 8—39 (утрачены 22, 29, 30, 33, 34, 38) | Основные главы: «Цзе юн» («За экономию в расходах»), «Цзе сан» («За экономию при захоронениях»), «Тянь чжи» («Воля Неба»), «Мин гуй» («Духовидение»), «Фэй юэ» («Против музыки»), «Фэй мин» («Против предопределения»), «Фэй жу» («Против конфуцианцев») излагают основы учения Мо Ди и ранних моистов. Их дополняют главы «Фа и» («Подражание образцу»), «Ци хуань» («Семь бед»), «Цы го» («Осуждение крайностей»), «Сань бянь» («Три доказательства»). Деятельность Мо Ди и его учеников описывается в главах «Гэнь Чжу», «Гуй и» («Ценить справедливость»), «Гун Мэн», «Лу вэнь» («Вопросы луского [правителя]»), «Гун Шу». Отнесение главы «Против конфуцианцев» к этому разделу спорно. |
| 10     | 40—43                                  | Так называемый «Канон» и его «Разъяснение» — каждый в двух частях. Важнейшее ядро позднемоистской доктрины, охватывающее прежде всего гносеологическую, логико-грамматическую, математическую и естественнонаучную проблематику. |
| 11     | 44—46                                  | Два финальных «Разъяснения» к канону и первая диалогическая глава. |
| 12—13  | 47—50                                  | Четыре диалогических главы. 51-я глава утрачена, содержание её неизвестно. |
| 14—15  | 52—71                                  | Главы об искусстве фортификации. Заключительные главы 62—71 утрачены, ныне существующие неаутентичны. |

### Содержание
Для удобства исследования текста «Мо-цзы», Лян Цичао и Ху Ши разделили главы и цзюани в содержательном отношении на блоки, характеризуемые теми или иными признаками внутреннего единства. Это деление не во всём совпадает с классификацией по цзюаням и утвердилось в современной синологии.
1. «Эпитомы» (термин Дюрранта и Лоуи): первые семь глав. В языковом отношении отличаются от остальных, считаются поздними добавлениями, хотя и приписанные самому Мо Ди. Ху Ши считал, что главы 4—7 содержат пропуски[18].
2. Основной текст. Грэм разделил его на 10 триад, несмотря на то, что часть глав не сохранилась. De facto существуют 6 триад. Три главы в каждой триаде имеют одинаковое заглавие (с уточнением «верхнее», «среднее», «нижнее»). Иногда по их содержанию выделяется 10 базовых доктрин моизма или 11, если выделять отдельно полемику с конфуцианцами[19][3].
3. Диалектические главы, или собственно моистский «Канон». А. И. Кобзев отмечал, что содержание канона «благодаря …интеллектуальной сложности, специфической (герметически „канонической“, интенсиональной и терминологизированной) форме изложения, а также в силу гонений на моистов, распада их эзотерического союза и утраты духовной преемственности стало малопонятным уже для ближайших потомков». Ху Ши считал канон принадлежащим не моистам, а «Школе имён»[17].
4. Диалогические главы. Включают разнообразные анекдоты, высказывания и диалоги Мо Ди, его учеников и противников. Традиционно эти главы считаются составленными первым поколением учеников Мо-цзы; содержательно перекликаются с основными главами. Отчасти эти главы напоминают конфуцианский «Лунь юй» и, возможно, были составлены на его примере. 46-я глава названа по имени ученика Мо-цзы — Гэн Чжу. 50-я глава иногда не включается в число диалогических, поскольку содержит рассказ о том, как Мо-цзы отговорил царя Чу нападать на княжество Сун; содержательно и лексически она тяготеет к последнему разделу[20].
5. Главы об обороне крепостей. 11 глав, время составления и идейная принадлежность которых спорна. Однако сюжеты и терминология в первых 7 главах в известной степени соотносится с интересами Мо-цзы в области фортификации и предупреждения захватнических войн[21].

Ангус Грэм, основываясь на грамматических особенностях и лексике отдельных глав «Мо-цзы» (из основной части текста), попытался соотнести их с тремя сектами моизма, о которых говорилось в древних источниках. Тексты оказалось возможно разделить на три группы, названные Y, H, и J. Главы группы Y были выделены из-за того, что в ней использовалась отличающаяся вводная формула для слов учителя: кит. трад. 子墨子言曰, пиньинь zǐ Mòzǐ yán yuē, палл. цзы Мо-цзы янь юэ вместо кит. трад. 子墨子曰, пиньинь zǐ Mòzǐ yuē, палл. цзы Мо-цзы юэ. Группа H классифицируется по использованию фразовой частицы кит. трад. 乎, пиньинь hū вместо кит. трад. 於, пиньинь yú. Группа J была выделена из-за последовательного использования утвердительного суффикса кит. трад. 然, пиньинь rán для оформления цитат из древних сочинений (Грэм использовал транскрипцию Джайлса — Уэйда). По Грэму, представители направления Y были «пуристами», то есть представителями самой радикальной части моизма, базирующейся в царствах Севера Китая. Группа H представляла «компромиссную» версию текстов, которая, вероятно, была нацелена на действующих политиков Севера, готовых принять моизм в качестве государственной идеологии. Наконец, группа J («реакционная»), распространённая в южных царствах, фактически отказалась от основ моистского учения. По Грэму, три секты сосуществовали в разных государствах, используя для проповеди местные диалекты, что и объясняло накал дискуссий между направлениями учения.

## Философия и идеология моизма

### Десять основных доктрин
В современной синологии утвердилось мнение, что ядром моистского учения было собрание десяти основных концептов, соответствующих названиям 10 триад основного текста «Мо-цзы». Они делились на пять пар, которые Крис Фрейзер представлял следующим образом:
1. Содействие достойным и выдвижение умелых. Целью существования государства является установление твёрдого порядка (чжи) путём приведения общества к единой морали (и). Нравственное воспитание общества осуществляется путём выдвижения умелых и достойных, которые являются также примером благого поведения, причём государство вознаграждает и возвышает следующих образцовым примерам и наказывает противящихся. Государство управляется централизованным бюрократическим аппаратом во главе с добродетельным монархом и иерархией назначаемых им достойных чиновников. Назначения осуществляются по компетенции и моральным заслугам, не учитывая социальный статус и знатность кандидатов на должность[26].
2. Равная ко всем любовь и осуждение нападений. Основой социального порядка является жэнь — гуманность, в рамках которой люди должны заботиться друг о друге и о всех остальных людях, семьях и общинах; однако родственные и дружеские отношения основаны на стремлении к выгоде и пользе. Цель государства — принесение максимальной пользы максимальному большинству людей. Этому противоречит военная агрессия, кражи, грабежи и убийства: они несут вред людям во имя эгоистического благополучия и бесполезны для Неба, духов и общества в целом.
3. Умеренность в расходах и умеренность при погребении. Роскошь и бесполезные расходы должны быть устранены во имя всеобщей пользы и благосостояния. Добродетельный человек избегает тратить своё достояние на дорогостоящие ритуалы, особенно похоронные и длительный траур, к которому призывали конфуцианцы[27].
4. Воля Неба и духовидение. Небо наделено мудростью и чувством морали и соотнесение с ним — объективный стандарт праведного и нравственного поведения людей (и). Небо вознаграждает тех, кто подчиняется его воле и наказывает тех, кто её игнорирует; это ещё один стимул для людей быть гуманными и праведными. Для утверждения общественного порядка правитель должен поощрять веру в духов и навей, которые в этой жизни вознаграждают добро и наказывают нечестие.
5. Осуждение музыки и осуждение фатализма. Гуманный человек осуждает музыку и другие признаки роскоши правителей и высокопоставленных сановников, поскольку они поглощают ресурсы, которые можно направить на прокормление простых людей. Фатализм противоречит гуманности-жэнь, поскольку мешает стремлению к общественному богатству, размножению народа и общественному порядку, — а это те три блага, которые гуманный человек желает для общества.

### Общественная мораль и стандарты-фа
Согласно Фрейзеру, принципиальной инновацией моистов было то, что устанавливая моральный, социальный и политической порядок, они поставили вопрос об объективном выборе основы морального кодекса. Конфуцианский ритуал моисты критиковали, поскольку их мораль предусматривала жёсткую социальную иерархию и сложный ситуационный набор поведения в разных контекстах. Вероятно, по причине низкого социального положения, Мо-цзы не отождествлял себя с традиционной аристократической культурой и заявлял, что следование традиции не обязательно формирует мораль и этику. Примечательно, что в 25-й главе «Мо-цзы» приводится ссылка на противоречивость установлений других народов, например, племён к востоку от Юэ, которые приносили в жертву и поедали своих первенцев, а после смерти старцев бросали их вдов, говоря «Нельзя жить жене с духом». Иными словами, моисты не считали конфуцианскую и шире — китайскую — культуру безусловно эталонной: если у чужих народов культура вызывает отвращение и может считаться ошибочной, то по логике то же распространяется и на собственные установления. Авторитет не может служить стандартом общественной морали.
Основой моистского философского и политического проекта был поиск объективных стандартов, с помощью которых можно направлять общество и государство; в их терминологии они именовались фа («образцы», «стандарты»). В главе «Подражание образцу» сказано:

Учитель Мо-цзы сказал: «При выполнении дел в Поднебесной нельзя обойтись без подражания образцу. Без подражания образцу не было завершено ни одно дело. Даже мудрейшие служилые, будучи полководцами или советниками правителя, — все они следуют определённому методу. Самый искусный мастер всех ремёсел также имеет метод. Мастеровые всех ремёсел, чтобы сделать квадрат, применяют угломер; чтобы начертить круг, используют циркуль; чтобы сделать прямую линию, используют отбойный шнур; чтобы установить предмет вертикально, используют отвес. Искусный мастер и простой ремесленник — все они применяют в своей работе эти четыре вещи как метод. Искусный мастер владеет в совершенстве этими методами, а не обладающий таким искусством ремесленник хотя и не может полностью овладеть методом работы, но, подражая образцу, он всё больше совершенствует своё мастерство. Поэтому во всех ремёслах есть [свой] способ для измерения».

Моистский фа рассматривается не как принцип или правило, а как тип практической модели, пригодной для нормотворчества. Поэтому высшим образцом является Небо:

Но в таком случае что же можно рассматривать как образец для управления? Отвечаю. Нет ничего более подходящего, чем принять за образец небо. Действия неба обширны и бескорыстны. Оно щедро и [не кичится] своими достоинствами, его сияние длительно и не ослабляюще. Именно поэтому совершенномудрые ваны подражали ему, то есть считали небо образцом. Готовясь к действиям, необходимо сопоставить свои поступки с [желаниями] неба. То, что небо желает, делай это, а что небо не желает, запрети делать.
Однако что же небо желает и чего оно не желает? Небо непременно желает, чтобы люди взаимно любили друг друга и приносили друг другу пользу, но небу неприятно, если люди делают друг другу зло, обманывают друг друга. Но откуда известно, что небо желает, чтобы люди взаимно любили друг друга, приносили друг другу пользу, но не желает, чтобы люди друг другу делали зло и обманывали бы друг друга? Это видно из того, что небо придерживается всеобщей любви и приносит всем пользу.

Как узнали, что небо придерживается всеобщей любви и приносит всем пользу? Это видно из всеобщности неба, из того, что оно всех кормит. Ныне небо не разделяет больших и малых царств, все они всего лишь ключи неба. Небо не различает малых и больших, знатных и подлых; все люди — слуги неба, и нет никого, кому бы оно не выращивало буйволов и коз, не откармливало свиней, диких кабанов, не поило вином, не давало в изобилии зерно, чтобы [люди] почтительно служили небу. Разве это не есть выражение всеобщности, которой обладает небо? Разве небо не кормит всех? Если же небо обладает всеобщностью, питает всеобщую любовь и кормит всех, то как же можно говорить, что оно не желает, [чтобы] люди взаимно любили друг друга, делали друг другу пользу.

### Происхождение общества и государства
Моистская политическая теория начинается с формулирования изначально хаотичного состояния человеческого общества в доисторические времена. Фэн Юлань отметил известное сходство теории «Мо-цзы» с концепцией Томаса Гоббса, описанной в «Левиафане». Моисты также сформулировали теорию войны всех против всех:

В древности, когда только появились люди, не было наказаний и в то же время у каждого было свое понимание о справедливости. У одного — одно, у двоих — два, у десяти — десять представлений о справедливости. Чем больше нарождалось людей, тем больше становилось различных представлений о справедливости. Каждый считал правильным свой взгляд и отвергал взгляды других людей, в результате между людьми царила сильная вражда. 

В семьях отцы, дети и братья относились друг к другу с ненавистью и отвращением, будучи не в состоянии мирно жить вместе, они покидали друг друга. Люди Поднебесной, используя огонь, воду, яд, вредили друг другу, поэтому сильные не оказывали помощи слабым, имеющие избыток богатств не делились ими, но расточали эти избытки, умные не наставляли неопытных людей и скрывали от них свои знания. Беспорядок в Поднебесной был такой же, как среди диких зверей. Поняв, что причиной хаоса является отсутствие управления и старшинства, люди выбрали самого добродетельного и мудрого человека Поднебесной и сделали его сыном неба…
Существует и существенное различие между теорией Гоббса и моистов. Моистский миф о происхождении государства рассматривает социальный хаос как порождение конфликта ценностей, а не от ничем не ограниченного стремления к реализации естественных прав. То есть первичной мотивацией является хаос индивидуальный представлений о морали: люди склонны делать то, что считают правильным, однако нет общего согласия по вопросу, что именно является правильным. Моисты, как и конфуцианцы, считали, что только наличие политического лидера, унифицирующего нравственные нормы, положит конец раздорам и убийствам. Три существующих версии текста об избрании правительства не поясняют, каким образом первобытные люди договорились между собой, как квалифицировали самого достойного кандидата. Нет и теории общественного договора. По-видимому, легитимность суверена основывалась на неявном утилитарном согласии, что первостепенная ценность — общественный порядок, конкретное содержание которого вторично, что и объясняет разнообразие моральных образцов.

### Моистская политическая теория
Основа моистской политической теории — «равная ко всем любовь» (в переводе А. И. Кобзева) или «всеобщая любовь» (цзянь ай), значение которой в тексте не раскрывается . Мо-цзы исходил из того, что человек озабочен только тем, чтобы доставить себе удовольствие и избежать страдания; из этого происходят беды и неустройства.

 Мо-цзы говорит: «Какую питают любовь — всеобщую или отдельную — злые люди Поднебесной, ненавидящие людей? Ответим: непременно отдельную любовь. Таким образом, сторонники отдельной любви в результате порождают великое зло в Поднебесной. Поэтому следует отвергнуть отдельную любовь…»

Поэтому всеобщая выгода, всеобщая любовь приносят Поднебесной большую пользу; отдельная корыстная выгода, за счет общей выгоды, есть большое зло дня Поднебесной. Во всеобщей пользе лежит истина… Необходимо отдельную любовь, корыстную выгоду заменить всеобщей любовью, взаимной выгодой… Дело человеколюбивого человека непременно состоит в служении тому, чтобы приносить пользу Поднебесной и уничтожать в Поднебесной зло…
Требуемый доктриной альтруизм возможно реализовать только силами государства — воздействуя на каждого отдельного человека наградами и наказаниями. С помощью этого механизма возможно осуществлять национальную оборону, поддерживать общественную безопасность и управлять экономикой. Государство рассматривается как механизм, на всех уровнях которого — от герцогов-гунов до уездных начальников — во главу администрации ставится самый гуманный человек в округе, важной обязанностью которого является отождествление с Сыном Неба. Благодаря этому достигается унификация взглядов в конкретной округе и полный порядок на подведомственной территории. Для самого Сына Неба следует отождествляться с самим Небом, иначе оно нашлёт на народ ураганы и проливные дожди. Механизм описан в «Мо-цзы» следующим образом:

Услышав о хорошем или плохом, каждый должен сообщить об этом вышестоящему, и то, что вышестоящий находит правильным, все должны признать правильным, а то, что вышестоящий находит неправильным, все должны признать неправильным. Если же вышестоящий совершает ошибку, его надо выправлять и наставлять. Если подчиненные хорошие, то вышестоящий должен опираться на них и рекомендовать их. Отождествлять себя с вышестоящими, но не уподобляться низшим — такое поведение будет награждаться сверху и одобряться снизу. Если же кто, услышав о хорошем или дурном, не донесет об этом вышестоящему, если то, что сверху признано правильным, не будет признано правильным, а то, что сверху признано неправильным, не будет признано неправильным, если, когда вышестоящий совершил ошибку, его не выправили и не наставили, если, когда подчиненные хорошие, на них не опирались и их не рекомендовали, если уподоблялись низшим и не отождествляли себя с вышестоящими, — все это будет наказываться и осуждаться народом.
В. А. Рубин неоднократно подчёркивал, что Мо-цзы «охвачен восторгом человека, впервые обнаружившего, что государство — это машина, и восхитившегося чудесными возможностями, в этой машине заложенными». Тем самым моисты провозгласили, что управление является специальностью, ремеслом; администраторы сравниваются с плотниками, мясниками, лучниками и колесничими. Поэтому первостепенным вопросом является грамотный подбор администраторов. Для этого моисты предлагали создание наилучших условий материального и морального поощрения, поскольку стремление к преуспеванию может привести даже к моральному преображению. «Привлечь низших на службу высшие могут лишь одним — материальными выгодами, низшие же могут предложить высшим лишь одно — своё умение». В этом — контраст с учением Конфуция, который интересовался лишь этическими аспектами власти, тогда как моисты — техническими. Администратор продаёт свои умения и способности за материальные блага и страшится потерять их совершив те или иные проступки. Администрирование тем самым, — добросовестное исполнение рутинных обязанностей, от него зависит благополучие государства и благосостояние народа.

### Моистская этика и религия
Крис Фрейзер, комментируя приведённые выше пассажи, заметил, что в моистском политическом мифе (В. А. Рубин именовал его «утопией») политика не отделена от этики и религии. При этом, в отличие от Гоббса, власть суверена не является абсолютной именно из-за строжайшего требования отождествления с объективным моральным стандартом.
Ранняя моистская этика была ориентирована на практику, а не на абстрактные теории. Этика всеобщей любви и пользы имела определённое сходство с утилитаризмом, однако Фрейзер предлагает определять её как консеквенциализм, но с одной оговоркой. Для моистов, как и для других представителей классической китайской философии, человеческая деятельность и фокус этической рефлексии есть общее понятие, обозначаемое иероглифом «Дао», и объединяющее стиль и образ жизни, разнообразные виды деятельности, включая активность, традицию и институты, и связанные с ними методы, правила и отношения. Именно в этом кроется наличие в моизме утилитаристских элементов. В отличие от европейского утилитаризма Бентама и Милля, моистская доктрина направлена не на отдельную личность, а на целые структуры и институты и включает три основные сущности: материальное благосостояние, увеличение населения и социальный порядок. Соответственно, практики и институты, которые обеспечивают увеличение и процветание этих институтов и сущностей, — благи; остальное является злонамеренным и ненужным. Именно на этом строилась антиконфуцианская риторика моистов и отвержение музыки и ритуала. В первой части главы «Против музыки» сказано:

Простой люд имеет три бедствия. Голодающие не имеют пищи, замерзающие не имеют одежды, уставшие не имеют отдыха. От этих трёх бед народ испытывает огромные страдания. Но если именно в такое время ваны, гуны и другие знатные люди развлекаются колокольным звоном и барабанным боем, играют на лютнях, цинах, свирелях и шэнах, а также устраивают боевые упражнения для показа оружия, то откуда же простой люд возьмет пищу и одежду? Поэтому я считаю, что так не должно быть.
Моистская этика и политика обосновывается ссылками на высшую силу — Небо, и его волю/повеление, которое обеспечивает неизменный и объективный критерий истинности и нравственности. Среди причин повиновения Небу — благодарность за ниспосылаемые дары, страх наказания или убеждённость, что Небо наиболее благородная и мудрая сила во Вселенной. Моистская религия была развитием чжоуской религиозной доктрины с её панэтизмом и одушевлением природы. На вершине космической и социально-политической иерархии стояло Небо, которое определяет физическую вселенную, разделённую на небо и землю, которые подвластны смене сезонов, дня и ночи. Небо предоставило людям природные ресурсы и пропитание, даровало им правительство для осуществления своей воли и управляет через него наградами и наказаниями. К. Фрейзер отметил, что в этой картине мира Небо по отношению к правителю — Сыну Неба — выступало как «космический полицейский». В рамках такой картины мира не существовало представлений о загробном мире и посмертном воздаянии. После смерти физическое тело распадается, но остаётся дух, который является физической сущностью и существует в физическом мире. Моисты настаивали на том, что Небо и духи властвуют над людьми при жизни и определяют их актуальную жизнь. Именно поэтому следует почитать духов.

## Эпистемология, протологика и наука
Соответствующие сюжеты присутствуют в моистском «каноне» (главы 40—41) «Мо-цзы», который делится на относительно мелкие фрагменты с законченной мыслью, также называющиеся «канонами» (цзин). Им соответствуют в главах 42—43 парные фрагменты — «изъяснения» (шо), обозначаемые теми же начальными иероглифами. Также главы 40—43 могут характеризоваться как древнейший словарь технических терминов, которых насчитывается примерно 180 (число варьирует в разных реконструкциях). Ещё первые китайские исследователи «Мо-цзы» — Би Юань, Сунь Ижан, и другие, отметили, что тематическое единство канон и изъяснения получают только при чтении через один; объяснялось это тем, что на исходном носителе — шелковом свитке или связке дощечек — текст располагался в две полосы, на что имеется указание в конце главы 40 («читать эту книгу по горизонтали» — ду цы шу пан син), но переписка при дальнейшей передаче текста была произведена подряд сверху вниз. Первоначальное расположение пытался восстановить Сунь Ижан, возможные варианты подробно описал Тань Цзефу (1958). Окончательно многомерность моистского канона подтвердил В. С. Спирин в 1976 году.
В «каноне» наряду с этико-политическими, гносео-логико-лингвистическими и общеметодологическими вопросами обсуждаются важнейшие онтологические категории — пространство, время, характеристики вещей: движение, изменение, причина и необходимость, а также проблемы и понятия геометрии, оптики, механики, экономики. Моистская «наука» произошла от практической деятельности и была тесно с нею связана, поэтому отказалась от традиционных объяснений (инь-ян, у син, символики триграмм). Моисты не пытались сформулировать физических законов, не ставили экспериментов, хотя созданные ими модели визуализируемы и в общем доступны экспериментальной проверке. По мнению А. И. Кобзева: «Будучи уникальным явлением в китайской традиции, моистские исследования во многих отношениях сопоставимы с достижениями древнегреческой мысли, которые легли в основание современной науки». В каноне вообще нет категорий Неба, небесного предопределения или благодати-дэ, термин дао используется в значении «путь [рассуждения]».
Учение моистов о познании было достаточно специфичным. Ранние моисты разработали учение о задачах, предмете познания и содержании процесса познания (определения «причинности», «сходства и различия», разделение вещей и явлений по «родам»). По Грэму, в Китае в IV веке до н. э. произошёл «метафизический кризис», связанный с деятельностью Ян Чжу, в результате которого моисты пришли к выводу, что апелляций к Небу и духам недостаточно для решения актуальных этико-политических проблем и отказались от высказываний о потустороннем. Поэтому в основе гносеологии поздних моистов лежало решение актуальной для IV века до н. э. философской проблемы: соотношения «имён» (мин) и «реалий», «действительности» (ши). Согласно моистской доктрине, знание есть отражение действительности в форме «имён»-понятий; эти последние суть «названия реалий», для своего существования не нуждающихся в именах. Свойство не существует отдельно от вещи; познавая свойства, человек познаёт вещь; ни одно из свойств — тех, что познаны, и тех, что не известны, — нельзя изменить, не изменив предмета. Чувственное познание даёт одностороннее знание, поскольку не отвечает на вопрос о природе вещи, почему она такова. Познание представляет собой последовательность: «описание» (цзюй) вещи или явления, «исследование» (ча), «осмысление» (люй), далее происходит переход к высшей стадии разумного знания — «мудрости» (чжи), когда постигается причинность и открывается общее знание. Главным критерием истинности знания была «применимость» на практике в интересах народа — «люда» (шу минь), «ста фамилий» (бай син) и соответствие принципу «всеобщей любви и взаимной выгоды».
По мнению Грэма, моисты разделили пространство и время, чтобы исключить возможное выведение неизменности принципов государственного правления во времени из их неизменности в пространстве, то есть преследовали этико-политические, а не естественнонаучные цели. При этом, моистское понятие о длительности принципиально отличалось от ньютоновского, являющегося, как и пространство, абсолютным началом. «Протяжённость сама по себе не предполагает длительность, но только бездлительность, или моментальность. С онтологической точки зрения данное разделение допускает, по крайней мере, небезусловность длительности. При наличии протяжённости она может быть или не быть, обусловливаясь какими-то внешними факторами». Моистские определения пространства и времени ближе к релятивистской концепции Лейбница. Протяжённость для моистов — «охват» различных «мест», а длительность — «охват» различных «времён», то есть они сводятся к своим частям, что напоминает их бессубстанциальность и номиналистичность у Г. Лейбница, хотя он, в конечном счёте, сводил пространство и время к вещам и их отношениям, а моисты скорее сводили вещи к местам.
Моистская механика посвящена, главным образом, объяснению того, почему объекты в одном случае падают вниз, в другом — останавливаются в своём падении, и почему при взаимодействии с ними останавливающий объект то подвергается деформации, то — нет. Выделенный ими общий принцип эквивалентен по следствиям закону тяготения, но сформулирован феноменолистически, без использования понятия, сходного с ньютоновским притяжением. Если нет никаких препятствий, тело просто «спускается вниз». Сами же виды препятствий не обобщены.

## Издания и переводы. Историография

### Издания, комментарии и переводы
Старейшие сохранившиеся издания «Мо-цзы» относятся ко времени династии Мин. Это печатное издание «Дао цзана» 1445 года и версия Тан Яочэня 1554 года в составе «Сыбу цункань». В тексте из «Дао цзана» отсутствовали 18 глав. В эпоху Цин, по мере распространения метода «доказательного изучения» (као чжэн) возник лингвистический и филологический интерес к тексту «Мо-цзы». В XVIII—XIX веках текст трактата был прокомментирован и реконструирован пятью учёными:
1. Би Юань (1730—1797) предпринял первое «современное» издание в 1783 году и возродил интерес современников к давно забытому тексту. На этом издании основывалась последующая текстуальная критика.
2. Ван Няньсун (1744—1832), будучи энциклопедически образованным в области китайской философии учёным, в первую очередь интересовался этимологией, фонологией и лингвистикой. Его издание «Мо-цзы» было включено в антологию Душу цзачжи, опубликованную между 1812—1831 годами.
3. Ван Иньчжи (1766—1834), сын Ван Няньсуна, продолживший дело своего родителя.
4. Юй Юэ (1821—1907) — учёный-энциклопедист и поэт. Его комментарий (1867—1870 годов) основывался на работах отца и сына Ванов.
5. Сунь Ижан (1848—1908) был одним из наиболее известных библиофилов эпохи поздней Цин. В 1877 году он начал работать над текстом «Мо-цзы»; полностью прокомментированный и выверенный текст увидел свет в 1894 году тиражом 300 экземпляров. В 1907 году последовало пересмотренное и расширенное второе издание. В этих изданиях были учтены все существующие комментарии и помещено обоснование неаутентичности некоторых глав. Сунь Ижан также реконструировал биографию Мо-цзы и попытался определить даты его жизни; в комментарий вошли также все высказывания, приписанные основателю учения другими авторами и полная подборка ссылок на его писания в древнекитайской литературе[50].

В современном Китае предпринимались научные комментированные издания «Мо-цзы». Среди изданий, на основе которых выполняются научные переводы на западные языки, И. Джонсон выделял следующие:
1. Издание У Юйцзяна 1943 года (переиздание 1993) с объёмным детальным комментарием.
2. Издание Лю Юйшу 1974 года, однако из него были выпущены главы «канона» и об обороне крепостей. Этому предмету Лю Юйшу посвятил отдельную книгу в 1968 году.
3. Издание Чжоу Цайчжу. Впервые опубликовано в 1993 году упрощёнными иероглифами; в 1998 году выпущена двухтомная версия с детальным комментарием, набранная полными иероглифами.
4. Перевод на современный китайский язык У Лунхуэя (Моцзы байхуа цзиньи, 1992); набран сокращёнными иероглифами, два раздела из пяти опущены.
5. Издание Ли Шэнлуна 1996 года в одном томе[51].

Среди западных исследователей первыми внимание на «Мо-цзы» обратили миссионеры — Джеймс Легг (1861) и Эрнст Фабер (1877). Легг включил в приложение к своему переводу «Мэн-цзы» три главы «Мо-цзы» о всеобщей любви; Фабер также перевёл несколько глав. По просьбе Л. Н. Толстого преподаватель Факультета восточных языков Кониси Масутаро выполнил вольный перевод главы «Всеобщая любовь», в котором пытался представить данный принцип как историческую предтечу проповеди «непротивления злу насилием». Задача более или менее представительного перевода текста была решена только в 1922 году немецким синологом Альфредом Форке, который перевёл практически весь текст, за исключением глав об обороне крепостей, которые были даны парафразом. Первые переводы на английский язык были выполнены Мэй Ипао (1929, только избранные главы из трёх частей из пяти, на которые делятся главы «Мо-цзы»), Бёртоном Уотсоном (1963), Ангусом Грэмом (1978) — все они были частичными и, в основном, касались философских глав. Полный перевод на английский язык Иана Джонсона был опубликован в 2010 году. Он был организован следующим образом — на левой странице разворота китайский оригинальный текст, на правой — перевод с комментарием.
На русском языке представлены фрагментарные переводы избранных глав «Мо-цзы», выполненные М. Л. Титаренко. Перевод главы «Сяоцюй» представлен в монографии В. С. Спирина «Построение древнекитайских текстов».

### Историография
Первые западные исследователи моизма — не исключая Фабера и Форке, рассматривали учение этой школы как древнекитайский социализм. Эта линия продолжилась в среде китайских учёных и публицистов с начала XX века, но наложилась на интенсивные интеллектуальные поиски в собственном прошлом истоков науки и логики. По оценке М. Л. Титаренко, особенно большой интерес к наследию моистов проявился в Китае в 1920-х годах по мере развёртывания «движения за новую культуру» и освоения социалистических учений. Мо-цзы рассматривался как главный антипод Конфуция, и в полемическом запале левой прессы его могли именовать «китайским Лениным», «древнекитайским большевиком» и т. п. В свою очередь, либеральные историки и философы пытались представить моистов как «самородных» социалистов, противопоставляемых марксизму как явлению, непригодному для Китая. Ху Ши объявил Мо-цзы предшественником прагматизма. В начале 1930-х годов к описанию моизма обратился Го Можо, который объявил Мо Ди «теологом», «реакционером» и даже «фашистом», а Конфуция — «прогрессивным учёным», «революционером» и «древним предшественником Маркса».
Классическую традицию изучения моизма представлял Лян Цичао, который в трактате 1927 года «Сравнительное толкование Моцзина» сделал попытку реконструировать первоначальный текст шести утраченных глав. В то же время Лян Цичао не избежал модернизации и, в соответствии со своими политическими пристрастиями, доказывал, что Мо Ди был сторонником «президентской системы управления
государством». Однако именно Лян Цичао реконструировал социальное происхождение Мо Ди и доказал, что он не принадлежал к числу дафу, а был выходцем из низов. Ху Ши доказал, что творчество моистов демонстрирует высшие достижения древнекитайской протологической методологии. Очень быстро Альфред Форке и Анри Масперо поставили вопросы об интерпретации «логических» глав моистского канона. Масперо в 1928 году признал моистскую методологию эристикой или «диалектикой в этимологическом смысле», то есть утверждал, что моисты не стремились выработать теории умственных операций. Фундаментальным исследованием взглядов моистов стала монография 1978 года А. Ч. Грэма, в которой доказывалось, что школа моистов занималась соотношением знания и изменчивых феноменов мира. По Грэму, моисты открыли идею вечной необходимости, не подверженной изменениям, и на основе этого открытия, используя новые полемические средства, попытались установить и обосновать старую этическую теорию Мо-цзы в качестве несомненных и неизменных «необходимых» принципов человеческой жизни и государственного управления. Методология и подходы Грэма являются господствующими в современной синологии, по его работе даются ссылки на соответствующие пассажи «Мо-цзы».
Современная исследовательница Карин Дефорт отметила, что даже в начале XXI века моизм не является популярной темой для академических исследований, однако весь предшествующий период происходил устойчивый рост внимания к наследию Мо-цзы и моистов. В Лёвенском университете был реализован десятилетний исследовательский проект, по результатам которого была издана в 2013 году коллективная монография. Главной гипотезой, которой придерживались все участники проекта, была глубокая внутренняя неоднородность моистского канона, от «разноголосицы» которого следовало отталкиваться при анализе разных слоёв этого учения.
В советской и российской синологии о моизме представлено мало исследований. До конца 1950-х годов были доступны лишь фрагментарные суждения А. А. Петрова, который считал моизм теистической идеологией, статья Ян Хиншуна о методе познания поздних моистов, и переводные книги Го Можо, в которых Мо-цзы была дана самая низкая оценка как тоталитарному мыслителю. Эту линию продолжил В. А. Рубин в монографии «Идеология и культура Древнего Китая» (1971, в 1976 году издана в английском переводе). Рубин считал Мо-цзы тоталитарным мыслителем-утилитаристом, а его учение характеризовал как «противоречивый и нежизнеспособный конгломерат», в котором на первое место выносилось манипулирование людьми при помощи наград и наказаний. В 1985 году была опубликована монография М. Л. Титаренко «Древнекитайский философ Мо Ди, его школа и учение», в которой автором было заявлено «воссоздание целостной картины исторической эволюции учения Мо-цзы, ранних и поздних моистов» с точки зрения марксистско-ленинской методологии. После опубликования в 1976 году монографии В. С. Спирина «Построение древнекитайских текстов», на первое место в характеристике моизма вышли рационально-логические элементы. Они анализировались также в энциклопедических статьях А. И. Кобзева, В. Е. Еремеева и учебном пособии С. Ю. Рыкова.

### Моизм и Бертольт Брехт
Бертольт Брехт около 1929 года заинтересовался трактатом «Мо-цзы» в переводе Форке. Европейский кризис 1920—1930-х годов и построение социализма в СССР вызывали у него ассоциации с древнекитайскими реалиями, и в письме из Москвы 1935 года он одновременно писал о впечатлении, которое произвела на него игра Мэй Ланьфана, и спрашивал у жены, какое впечатление произвёл на неё «Мо-цзы». Во второй половине 1930-х годов были сделаны первые попытки постановок пьес Брехта в Китае — не слишком удачные, а сам писатель продолжал живо интересоваться буддизмом и даосизмом, который отчасти отразился в образах его драматургии и некоторых поэтических произведениях. Согласно Э. Татлоу, Брехт, вслед за Форке, рассматривал Мо-цзы как современника Сократа и видного диалектика, который стремился к практической реализации своих идей. В результате Брехт начал написание философского текста, который известен как «Ме-ти. Книга перемен» (Me-ti. Buch der Wendungen). В общем, он обращался к «Ме-ти» в период 1934—1955 годов, но наиболее «плотно» работа шла между 1934—1937 годами. Сохранившиеся рукописи (более 700 ненумерованных листов) не были систематически структурированы, но в них присутствуют повторяющиеся темы. От лица Мо-цзы Бертольт Брехт попытался написать о проблемах своего собственного времени с философской, политической и этической позиций. Брехт делился своими мыслями о марксизме и теории революции и пытался разобраться в том, что происходит в СССР, а затем и ГДР. Первая публикация фрагментов «Ме-ти» была предпринята в 1965 году в пятом томе собрания прозы под редакцией Уве Йонсена.

## Издание Сунь Ижана
- 孫詒讓. 墨子閒詁 : 15卷, 目錄 1卷, 附錄 1卷, 後語 2卷. — 瑞安廣明書社, 宣統2.